# .nz
.nz (Nova Zelândia) é o código TLD (ccTLD) na Internet para a Nova Zelândia.